# Sóc Trăng
Sóc Trăng è una città del Vietnam, situata nella provincia di Soc Trang.